# Zoofarm Puschkino

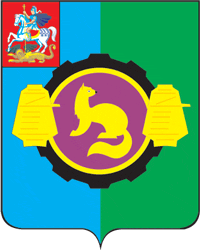
Wappen des Ortes Puschkino mit der Abbildung eines Zobels und zwei Kopsen Webgarn

Die noch 2018 in einem Nachfolgebetrieb (Puschkin bzw. Russkij sobol, FGUP) bestehende, frühere Zoofarm Puschkino, später Puschkinskji Swerosowchos, war der führende Pelzzuchtbetrieb Sowjetrusslands, der auch in der internationalen Pelztierzucht und Pelzwirtschaft allgemein bekannt geworden war. Die Farm wurde 1929 unter der wissenschaftlichen Leitung des Deutschen Fritz Schmidt in Betrieb genommen, der sie sechseinhalb Jahre lang betreute. Sie war die zentrale russische Lehrstelle und Ausbildungsfarm, zugleich verbunden mit einer großen Zuchtfarm für die Belieferung von hochwertigen Zuchttieren an andere neu errichtete Betriebe und einer umfassenden Versuchsfarm. Eigentlich handelte es sich bei dem auch I. Moskauer Zoofarm genannten Betrieb um ein Kombinat von verschiedenen einzelnen Farmen, die etwa vier Kilometer voneinander entfernt lagen, zugehörig zu dem Ort Puschkino, 30 km nordöstlich von Moskau.
Ein erhebliches Aufgabengebiet war die wissenschaftliche Forschungsarbeit, die auf zahlreichen Gebieten und in enger Zusammenarbeit unter der Leitung einer Reihe von Moskauer Universitätsinstituten vorgenommen wurden. Nach Schmidt kam Curt Sprehn aus Deutschland nach Puschkino, um die russischen Biologen im Fachgebiet Tierkrankheiten zu unterrichten. Robrecht Declerq bemerkte dazu: „Anstatt ihre Forschungserkenntnisse von internationalem Interesse zu schützen, teilte das Leipziger Netzwerk diese mit den Russen“.

## Allgemein
Die Farm bestand aus vier örtlich getrennten Betriebsteilen, zwei Silberfuchsfarmen, eine große Nerzfarm, die außer amerikanischen Nerzen auch die Zucht des europäischen und des sibirischen Nerzes und verschiedener Iltisarten umfasste; eine Versuchsfarm für Skunk, Waschbär, Marderhund, amerikanisch Opossum; eine Zobel- und Marderfarm; ein Freigelände für Bisamhaltung und -zucht; eine Kaninchenfarm für die Zucht besonderer Rassekaninchen; einen großen landwirtschaftlichen Betrieb und eine tierärztliche Station mit Gebäuden für Untersuchungen und Forschung. Dies stand insgesamt unter einer einheitlichen Leitung und Bewirtschaftung. Den Mittelpunkt bildete ein von einem großen Park und zahlreichen Gutsgebäuden umgebener Herrensitz mit mehreren kleinen Siedlungen. Die Anlage war verkehrsgünstig von Moskau aus innerhalb einer Stunde zu erreichen. Neben seiner Zweckmäßigkeit stellte der gewaltige Komplex eine Art Repräsentationsfarm für die neu begonnene und im Aufbau befindliche landeseigene Pelztierzucht dar. Hochgestellte Gäste wurden durch die Anlage geführt, der damalige Staatspräsident Kalinin, der Verteidigungsminister Woroschilow und die in Moskau akkreditierten Botschafter der USA, Kanadas, Deutschlands, Großbritanniens, viele ausländische Handelsdelegationen und etliche Experten und führende Persönlichkeiten der internationalen Pelzwirtschaft. Es war üblich, dass die Besucher der neu eingeführten Pelzauktionen der Sojuzpushnina in Leningrad alljährlich die Farm besichtigten, um sich über die Fortschritte der Zucht zu überzeugen. Den Grundstock der verschiedenen Pelztierzuchten waren zumeist aus dem Ausland eingeführte Tiere, hauptsächlich aus Deutschland.
Die einzelnen Wirtschaftsbetriebe oder Farmen waren durchweg selbständig. Sie besaßen Land, auf dem sie einen großen Teil des Futters, zum Beispiel Milch, Getreide und Gemüse selbst erzeugen konnten. Sie bildeten neben ihrer Zucht noch recht ansehnliche landwirtschaftliche Betriebe, die häufig auch, neben der Kaninchenzucht, mit Ergänzungsbetrieben, Hühnerzucht, Gärtnerei usw. zusammenarbeiteten. In der Regel musste jeder Betrieb für sich selbst sorgen, mit nur wenig Unterstützung aus der Zentralleitung in Moskau.
In der Zeit vor dem Ersten Weltkrieg gab es wohl kaum einen sowjetischen Pelztierzüchter, der nicht wenigstens einen Teil seiner Ausbildungszeit in Puschkino verbracht hatte, vom einfachen Wärter bis zum gebildeten Zootechniker, Farmleiter und Spezialisten, der eine akademische Ausbildung am Institut für Pelztierzucht erfahren hatte.
Insgesamt gab die Entwicklung der russischen Pelztierzucht ein Bild der allgemeinen Probleme des Aufbaues der Sowjetunion mit ihrer Planwirtschaft wieder (1934): „Die angespannte Wirtschaftslage, die sich ablösenden Krisen in der Versorgung von Mensch und Tier und der Mangel an Materialien einerseits, wie teilweise bürokratische Fehler andererseits, führen zu manchen Mißerfolgen und versetzen den Plänen schwere Schläge. […] Im Ergebnis jedoch kann der Aufbau der russischen Pelztierzucht trotz stark fühlbarer Mängel durchaus als gelungen bezeichnet werden“.

## Geschichte
Vor dem Ersten Weltkrieg soll es in der Sowjetunion etwa zwanzig kleinere Pelztierzuchten gegeben haben, die aber mehr aus Liebhaberei und Sport als um des Gelderwerbs wegen betrieben wurden. Der Weltkrieg und die darauffolgenden Hungerjahre sowie die Umwälzung der Wirtschaftsform zwangen jedoch alle Tierhalter letztlich zur Aufgabe. Sie befassten sich alle mit der Zucht, richtiger mit der Aufzucht von jung gefangenen Wildfängen von einheimischen Blau-, Kreuz- und Silberfüchsen.
Der Zuchtbetrieb der I. Moskauer Zoofarm in Puschkino begann im Januar 1929. Für den deutschen Naturwissenschaftler Fritz Schmidt war es nach der Inbetriebnahme der Schirschenschen Zuchtfarm die zweite Pelztierfarm, die er in der Sowjetunion in Betrieb setzte. Schmidt war zuvor Zuchtleiter der Silberfuchsfarm Hirschegg-Riezlern bei Oberstdorf (Deutsche Versuchszüchterei edler Pelztiere G.m.b.H. & Co, Leipzig). Die in dem kleinen Dorf Schirscha bei Archangelsk gegründete Pelztierfarm bestand in Schirschinski noch im Jahr 2018, als Shirshinsky Pelz mit zwei voneinander unabhängigen Unternehmen »LLC SHP „Shirshinskoe“« und »LLC „Shirsha-mekh“«. Auf ihrer Homepage nennt sie als Gründer des 1907 gestarteten Unternehmens den deutschen Geschäftsmann Rosen.
Die anfängliche Aufgabenstellung lautete: „Es darf kein Fell von einiger Bedeutung auf dem Markt geben, das in Zukunft nicht auch wir liefern können“. Daher waren unter den ersten Importen von Zuchttieren nicht nur die damals sehr nachgefragten und hochbezahlten Silberfüchse und Nerze, sondern auch nordamerikanische Waschbären, Skunks, Opossums sowie südamerikanische Nutria. Neben der Abgabe der Nachzuchten an andere, neu errichtete Zuchtbetriebe wurden, besonders die Nutrias und Bisamratten, im Rahmen der von der Sowjetunion stark geförderten „Pelztierzucht in freier Wildbahn“ an geeigneten Plätzen ausgesetzt, später vor allem auch die schon stark dezimierten Zobel.
In der Ausbildung ging es in den ersten Jahren der Farm trotzdem erst einmal um die Zucht des Silberfuchses, den bis dahin fortgeschrittensten Zuchtzweig. Diese musste jeder Teilnehmer innerhalb einer Zuchtsaison einmal durchlaufen haben, ehe er sich auf andere Tierarten, wie Nerz, Zobel, Nutria, Marderhund usw. spezialisieren konnte.
Die Entwicklung der Pelztierzucht unterlag seit dem Ende der 1920er Jahre einem wesentlichen Wandel, der auch das Aussehen der Farm veränderte. Waren die Tiere anfangs noch naturnah auf dem Erdboden in Gehegen untergebracht, ging man aus Gründen der Wirtschaftlichkeit und der Hygiene zur Käfighaltung über, die zur Verbesserung der Fellqualität in überdachten Schuppen untergebracht waren. Eine weitere Veränderung brachte eine neue Moderichtung, die langhaarige Felle vernachlässigte, gleichzeitig begann der Aufstieg der Nerzzucht, in der die Sowjetunion nach dem Zweiten Weltkrieg zeitweilig der größte Produzent war. Die große Vielfalt in der Pelztierzucht verschwand und die Entwicklung ging so weit, dass in den 1960er Jahren, abgesehen von einigen lokalen Zuchten, praktisch nur noch die Nerzzucht betrieben wurde. In geringerem Umfang züchtete man noch Chinchilla und Sumpfbiber.
Anfang der 1990er Jahre konnten sich Einkäufer der Leningrader Pelzauktion auf einem der Farmbesuche davon überzeugen, dass inzwischen auch Luchse gezüchtet wurden. Auch war die Zucht weißer Zobel inzwischen erfolgreich. Nach rechtlichen Auseinandersetzungen – durch die Ausweitung Moskaus ist der Wert des Umlandes inzwischen erheblich gestiegen und begehrt – besteht die Farm Puschkino als einzige staatliche Pelztierfarm weiterhin. Im Jahr 2018 firmierte das Unternehmen als Russkij sobol, FGUP (Russischer Zobel, FGUP), ihr Direktor hieß Rukovoditel.

### Gehaltene Tierarten
Um allgemeine Erkenntnisse über die vielfach noch unbekannte Biologie der Pelztiere zu gewinnen, hielt man bald auch solche Arten, von denen eine künftige kommerzielle Verwertung nicht wahrscheinlich war. Zusätzlich zur Pelztierhaltung bestand eine Zucht der gefleckten sibirischen Hirsche, sowie der Isubrahirsche, die „Panty“ liefern, junge Geweihbildungen, die wegen ihrer angeblichen Heilwirkung einen wichtigen Exportartikel nach China bildeten, außerdem die Zucht des Karakulschafes auf einer wissenschaftlichen Versuchsfarm mit einem Forschungsinstitut in Samarqand.

#### Zobel
Die Zucht des sibirischen Zobels begann in Puschkino. Die Farm für Zobel und Marder lag abgeschlossen für sich in einem zum früheren Gutspark gehörenden Hochwald, einer die Besucher beeindruckenden, „einmalig schönen“ Anlage mit gewaltigen Eichen und Fichten. Der deutsche Experte Fritz Schmidt durfte diesen Teil anfangs nicht betreten, weil bisher wohlbehütete Geheimnisse über die Zucht des Zobels mit seinen nur aus Russland kommenden Fellen nicht nach außen dringen sollten. Schmidt schrieb jedoch: „Es gab aber nichts, was dessen wert gewesen wäre, wie ich das bei meinen häufigen Besuchen in dieser Farm bald feststellen konnte“.
Die erste und bis dahin einzige Nachzucht von Zobeln war 1929 im Moskauer Zoo gelungen, allerdings von einem zuvor in der Wildnis gefangenen, bereits trächtigen Tier. Bereits zuvor, im Jahr 1927, hatte Fritz Schmidt dem Leiter der russischen Edelpelztierzucht, der sich auf einer Reise durch Mitteleuropa zur Orientierung über den Stand der Pelztierzucht befand, ein Paar ranzender Marder auf der Farm Hirschegg-Riezlern vorführen können. Dies wurde Professor Pëtr Alexandrowitsch Zoege von Manteuffel vom Moskauer Zoo überbracht, der damals die ersten Versuche zur Zobelzucht unternahm. Nach mehreren Jahren erfolgloser Versuche übergab man Schmidt auch die Leitung der Zobelfarm, „mit dem ausdrücklichen Auftrag, alles zu tun, um endlich die Zucht dieses so wertvollen Pelztieres zum Anlaufen zu bringen“, man hätte „schon mehrere hunderttausend Rubel in die Sache gesteckt“. Im Frühjahr 1932 kamen die ersten Würfe zur Welt. Die Nachzucht steigerte sich von Jahr zu Jahr, im Jahr, als Schmidt die Farm verließ, waren es 136 junge Zobel, 1936 meldete man den Bestand von 200 Tieren, die auf etwa 100 Quadratmetern gehalten wurden. Felle von Farmzobeln bildeten nach dem Nerz und vielleicht auch den Füchsen, einschließlich dem in der Pelzbranche auch Seefuchs genannten Marderhund, mit Stand des Jahres 2018 wohl das wesentlichste Produkt der russischen Pelztierzucht, bei allgemein gegenüber der sowjetischen Zeit extrem gesunkener Fellproduktion.

#### Amerikanischer Nerz (Mink)
Noch 1932 war die Zucht Amerikanischer Nerze hauptsächlich auf die Farm Puschkino beschränkt. Zu der Zeit wurde noch erwartet, dass die Tiere zur Veredlung des Sibirischen Nerzes mit diesem einmal eingekreuzt würden.
Vor der Auflösung der Sowjetunion war Russland zeitweilig der größte Produzent Amerikanischer Nerze, der Nerz stellt noch heute das größte Fellkontingent der in Russland gezüchteten Pelzfelle.(2018)

#### Europäischer Nerz
Gleichzeitig mit der Zucht des nordamerikanischen Nerzes hatte man die seines nahen Verwandten, des Europäischen Nerzes aufgenommen, der allerdings fast ausschließlich nur noch im Gebiet der ehemaligen UdSSR vorkommt. Eine wirtschaftliche Bedeutung bekam er nicht, da die Amerikanischen Nerze mehr den Ansprüchen des Marktes entsprachen. Versuche, die beiden Arten zu paaren, waren vergeblich, obwohl man sie zu jener Zeit für wahrscheinlich möglich hielt.

#### Rotfuchs, Silberfuchs
Zahlreiche Versuche wurden mit Kreuzungen zwischen den verschiedenen Unterarten beziehungsweise geographischen Rassen des Rotfuchses unternommen, sowie Untersuchungen auf vererbungswissenschaftlichem Gebiet, wie über den Erbgang der Silberung beim Silberfuchs oder die genetische Analyse der vielfältigen Farben und Zeichnungen der Familie der Rotfüchse. Dies war einer besonderen Abteilung der zentral gelegenen Silberfuchsfarm vorbehalten, die intern die „rote“ oder auch „bunte“ Abteilung hieß. Sie wies ein Sammelsurium von allen möglichen Fuchsrassen auf, den sibirischen Schwarzbraunfuchs, vielfältige Farbabstufungen des europäischen Rotfuchses, verschiedene Zeichnungen des Kreuzfuchses, gelbe mongolische und fahlgraue persische Füchse, helle turkmenische Steppenfüchse und sogar den südamerikanischen Azarafuchs (Maikong).
Die Abteilung bildete mit zeitweise bis zu 400 Tieren „ein fast unerschöpfliches Anschauungsmaterial für die Vielfalt an Farben und Zeichnungen, wie sie, fast möchte man sagen, einzig in seiner Art, der Rotfuchs, aus dem ja der Silberfuchs als Mutation hervorgegangen ist, vorzuweisen hat“. Eine derartige Ansammlung von Füchsen in ihren unterschiedlichen Farben hat es vermutlich weder vorher noch nachher gegeben.
Die Leiterin dieser Abteilung war die Genetikerin und spätere Dozentin für Pelztierzucht Dr. E. D. Iljina. Ihre Arbeiten in Puschkino bestätigten eindeutig die Untersuchungen und Versuche in der amerikanischen Versuchsfarm für Pelztierzucht Saratoga Springs, dass es sich beim Kreuzfuchs um eine Bastardform des Rotfuchses handelt, dass er also nicht rein gezüchtet werden kann, sondern sich immer wieder in Rot-, Kreuz- und Silberfuchs aufspaltet.

#### Kaninchen
Allein zur Zucht der Kaninchen mit ihren vielfältigen Zuchtformen wurden über 10.000 Tiere eingeführt, während die Gesamtzahl der übrigen importierten Tiere bis zum Jahr 1934 etwa 2000 betrug. Zusammen mit dem Nachwuchs waren es zeitweilig weit über 25.000 Kaninchen, die täglich 70 bis 90 Zentner Grünfutter und etwa 30 Zentner Körnerfutter verbrauchten. Der hohe Bedarf an Futtermitteln war einer der Gründe, warum man in der Sowjetunion auch bei anderen Pelztierfarmen von den anfangs geschaffenen, allzu großen Farmen wieder abkam. Die gewaltigen Mengen konnten vor Ort nicht mehr selbst produziert werden, und die Kosten für den weiten Antransport machten die Zucht unwirtschaftlich.
Der Deutsche Friedrich Joppich arbeitete neben seiner Tätigkeit in seiner Heimat zwischen 1928 und 1931 als fachlicher Berater beim Aufbau der Pelztierfarm in Puschkino. 1928 gründete er in Boberg bei Hamburg eine vielbeachtete Farm für Pelztiere einschließlich Kaninchen, wohin zum Beispiel die ersten nach Deutschland importierten Nutrias kamen. Joppich importierte in dieser Zeit verschiedenste Kaninchenrassen nach Deutschland und war an der Herauszüchtung anderer Rassen intensiv beteiligt. Nach dem Zweiten Weltkrieg war er in auch der DDR intensiv am Aufbau der Rassekaninchenzucht beteiligt.

#### Bisamratte
Der größte Überseetransport von Bisamratten erfolgte 1929 durch eine Leipziger Gesellschaft, aus Kanada für die Sowjetunion. In Leningrad wurden etwa 900 Tiere von Professor Manteuffel, Direktor des Moskauer Zoos, übernommen. Ein kleiner Teil kam Im Frühsommer 1929 in nach Puschkino. Der damalige Direktor des Puschnogostorgs, der staatlichen Handelsgesellschaft für Rauchwaren (die spätere Sojuzpushnina), prophezeite zurecht bei ihrer Ankunft: „Aus diesen Tieren werden wir einmal Tiere nach Amerika liefern“. Es waren rund 550 Bisam, zusammen mit den ein Jahr zuvor aus Finnland und Kanada eingeführten. Sie wurden nach mehreren Jahren Beobachtung an verschiedenen Orten des nördlichen europäischen Russlands, in der Regel in Gruppen zu 20 bis 50 Tieren, ausgesetzt. Sie bildeten den Grundstock für die in breiter Front und weiter Planung aufgebaute Einbürgerung in Nordosteuropa und Sibirien. Ein Grund gerade für die Ausbürgerung des Bisams war es, den vielen, ausschließlich von der Jagd lebenden Völkern, besonders den sibirischen, einen Ersatz zu verschaffen, für die teilweise bereits sehr reduzierten Bestände einzelner Pelztiere. Der sibirische Zobel stand seit einigen Jahren unter völligem Schutz und auch das Aufkommen eines ihrer Haupterwerbsquellen, dem Feh, dem Fell des sibirischen Eichhörnchens, verringerte sich jedes Jahr. In den 1960er Jahren waren es bereit mehrere hunderttausend Bisamfelle, die jedes Jahr ausgeführt wurden.
Gut drei Kilometer vom zentralen Farmgelände entfernt befand sich bei dem Vorwerk Kaptelne ein mehrere Hektar großes, gut eingezäuntes Gelände mit einem kleineren, teilweise zu einem Teich angestauten Wasserlauf. Hier wurden Bisamratten gehalten, um ihre Lebensweise zu studieren, welche Nahrung sie bevorzugten, um sie an möglichst günstigen Stellen auszusetzen. Ein Teil wurde in Käfigen gehalten, um Erkenntnisse über die Fortpflanzung, auch um einen guten, bereits akklimatisierten Stamm für die Nachzucht zu erhalten. Der Höchstbestand in der Freilandzucht dürfte zeitweise bis zu 2200 Tiere betragen haben.
Die Aussetzungen erstreckten sich bis in den fernen Osten. Mit Unterbrechung in den Kriegsjahren wurden sie bis zu Beginn der 1950er Jahre vorgenommen. Es sollen insgesamt 80.000 Bisamratten ausgesetzt worden sein. Ihre Verbreitung ist inzwischen weit größer als in ihrem Herkunftsland Nordamerika.

#### Marderhund
Zu den einheimischen auf der Farm gehaltenen Tieren gehörte der ostasiatische Marderhund. Über ihn war bis dahin nur wenig bekannt, die Zucht mit fünf Paar Wildfängen im Jahr 1928 verlief jedoch sofort sehr erfolgreich. Es war als genügsamer Allesfresser mit ausgeprägtem Gemeinschaftsleben, großer Fruchtbarkeit und mit geringen Ansprüchen an seine Unterbringung und somit ein ideales Tier für eine Gehegehaltung. Da die Nachfrage nach langhaarigen Fellen jedoch bald versiegte, spielte dieses Tier trotz der idealen Bedingungen damals in Russland wie auch in Deutschland nur eine sehr bescheidene Rolle in der Pelztierzucht.
Seit dem Wiederaufkommen der langhaarigen Besatzmode zum Ende der 20. Jahrhunderts werden sie jedoch in großer Zahl erneut gezüchtet. Aus Russland kommen die Felle als „Russian Raccoon“, aus Finnland als „Finnraccoon“ und China als „Chinese Raccoon“ in den Großhandel; Raccoon, englisch Waschbär, wegen ihres waschbärähnlichen Aussehens. Klassische Handelsnamen für das Marderhundfell sind, neben anderen, Seefuchs und Tanuki.
Wie seine Zucht so verliefen auch zahlreiche Verpflanzungen in neue Gebiete der Sowjetunion überaus erfolgreich. Die Tiere sind darüber hinaus in zahlreiche andere europäische Staaten, einschließlich Deutschland, ausgewandert.

#### Nutria
Die Nutria oder der Sumpfbiber wurde ebenfalls zur Ausbürgerung gezüchtet, besonders für die Sumpflandschaften der nordkaukasischen und turkestanischen Niederungen und Flüsse. Im Juni 1930 erhielt das sowjetische Pelzsyndikat aus Argentinien 113 Nutria, im August des darauffolgenden Jahres 43 Paare. Obwohl die Erfolge durch die starke Nachstellung des Raubwildes sowie abnorm kalte Winter anfangs nicht so erfolgreich war, breiteten sie sich letztlich doch weit aus.

#### Iltis
Für die Iltiszucht kommen vor allem die weißen Iltisse, auch Steppeniltisse oder russische Iltisse genannt, infrage, die ein besonders schönes und seidiges Haarkleid haben. Die Zucht begann mit etwas mehr als 150 weiblichen und 50 männlichen Tieren. Sie bildeten den Grundstock für ausgedehnte, über mehrere Jahre sich erstreckende Untersuchungen über die Fortpflanzungsbiologie, die Haltungs- und Zuchtbedingungen und Kreuzungen mit dem europäischen Landiltis. Es stellte sich heraus, dass recht erhebliche Unterschiede, insbesondere im Verhalten, im Zusammenleben aber auch den Bewegungsformen bestehen. Der gesamte Bestand wurde später an die Zuchtbetriebe in Kaluga und Woronesh verlegt, wo die Zucht wohl vor 1966 nicht mehr bestand.

#### Waschbär
Auch die planmäßige Züchtung des Waschbären wurde im Zug der aufkommenden Pelztierzucht in der zweiten Hälfte der 1920er Jahre versucht. Sie spielte aber überall nur eine recht unbedeutende Rolle. Jedoch begann man im Jahr 1936 damit, in der Kirgisischen Sowjetrepublik Waschbären auszusetzen. Später kamen als besonders geeignete Landschaften der südliche Teil des Primorskj-Gebirges (Ferner Osten) und Transkaukasien, namentlich Aserbaidschan, hinzu. Sie haben sich fast überall gut eingelebt, wie ja auch in Deutschland, wo sie mittlerweile viel Ärgernis erregen.

#### Kolinsky
Auch bei dem in der Pelzbranche als Kolinskypelz gehandelten Feuerwiesel, auch Sibirisches Wiesel oder Sibirischer Nerz genannt, verlief die Übernahme in die Zucht ohne besondere Schwierigkeiten. Unter den sechzig Wildfängen stellte sich bereits nach einem halben Jahr der erste Nachwuchs ein.

#### Skunk
Der Skunk war nach dem Silberfuchs das erste Tier, das wegen seines Fells planmäßig gezüchtet wurde. Auch in Puschkino wurde seine Zucht zumindest erfolgreich angestoßen. Ein Teil der Nachzucht wurde im südlichen Russland ausgesetzt, weil sich gezeigt hatte, dass die Wildfänge in den hierfür geeigneten Gegenden weit weniger Kosten verursachten als die Gehegezucht. Das einmal recht begehrte Fell war zusammen mit der modischen Ablehnung der Langhaarpelze nach dem Zweiten Weltkrieg zeitweise kaum noch im Handel.

#### Desman
Wenig erfolgreich war der Versuch den Desman, in der Pelzbranche als Silberbisam bezeichnet, in einem auf dem Gelände vorhandenen Teich einzubürgern. Einen Sommer lang beobachte man die unter strengem Naturschutz stehenden Tiere, nach dem darauffolgenden Winter waren sie jedoch spurlos verschwunden.

#### Opossum
Die gleich zu Beginn der Farm mit eingeführten amerikanischen Opossums waren die einzigen Tiere, die Probleme bereiteten. Zwar war die Zucht erfolgreich, aber die Tiere vertrugen mit ihren fast kahlen Ohren und dem langen haarlosen Schwanz die langen und starken Frostperioden nicht. Im ersten Winter wurden sie provisorisch auf dem Dachboden des zentralen Wohngebäudes untergebracht. Im zweiten Herbst gab man sie an den Moskauer Zoo ab. Sie wurden dann wohl auch anderswo nicht mehr für Pelzzwecke gezüchtet.

#### Vielfraß und Charsamarder
Auch mit dem Vielfraß und dem Südindischen Buntmarder, auch Charsamarder genannt, sollten Zuchtversuche unternommen werden. Hier scheiterte es jedoch bereits daran, dass es nicht gelang, Geschlechtspartner zu den vorhandenen Tieren zu erhalten. Sie wurden später ebenfalls an den Moskauer Zoo übergeben.